# Südzentral-Dinka
Südzentral-Dinka, auch Agar oder Zentral-Dinka; ist ein Dialekt der Dinka-Sprache im Südsudan, die zu den nilotischen Sprachen gehört.
Südzentral-Dinka ist keine Amtssprache. 250.000 der zwischen zwei und drei Millionen Dinka sprechen westlich des Weißen Nil diese Sprache.